# Strandibalonius cervicornis
Strandibalonius cervicornis is een hooiwagen uit de familie Podoctidae. De originele naamcombinatie (protoniem) is Ibalonius cervicornis Strand, 1911. Een volgende naamrecombinatie werd gepubliceerd als Sitalces cervicornis (Strand, 1911) in Roewer 1912, een andere is Metibalonius cervicornis (Strand, 1911) in Roewer 1923, dan later Strandibalonius abnormis (Strand, 1911) in Kury, Mendes et al. 2020.